# Витте, Фёдор Фёдорович
Фёдор Фёдорович Витте (при рождении Теодор Карл Юлиус Георг Витте) (нем. Theodor Karl Julius Georg Witte; 1822—1879) — российский государственный деятель и правовед, педагог, сенатор, тайный советник (1868).
Его племянник — премьер-министр, граф Сергей Юльевич Витте.

## Биография
Родился 20 февраля (4 марта) 1822 года. Его отец Иоганн Фридрих Вильгельм Витте (Фридрих Фёдорович) был сыном ферстера (лесничего) и сам с 9 сентября 1804 года, когда ему было 22 года, начал службу лесным землемером, сначала в Лифляндской губернии, затем в Курляндской, где и умер 23 сентября 1846 года (3 декабря 1844 года был пожалован за 35-летнюю беспорочную службу орденом Св. Владимира 4-й степени). С 27 декабря 1807 года состоял в браке с Марией Еленой Луизой, дочерью пилтенского казённого землемера Альберта Крамера. В период 1808—1829 годах у них родились дочь Матильда и семь сыновей. Старший сын Альберт (1809?—10.05.1869) и младший Вильгельм (26.10.1829—14.01.1879) окончили медицинский факультет Дерптского университета и стали врачами. Второй сын Александр (21.12.1812 — после 1865) окончил Институт инженеров путей сообщения. Юлий (20.10.1814—31.5.1868) после окончания Лесного института стал специалистом по сельскому хозяйству, дослужившись до чина действительного статского советника. Двое сыновей (Евгений и Эвальд) служили в Корпусе лесничих.
После окончания Главного педагогического института в 1839 году был направлен преподавателем русского языка в Дерптское уездное училище; вместе с ним там преподавали Александр Петрович Розберг, Пётр Иванович Прейс, Александр Степанович Жиряев и Иван Михайлович Николич.
С октября 1842 года он преподавал в Дерптской гимназии. Одновременно, в Дерптском университете он получил юридическое образование, удостоившись степени кандидата прав в марте 1846 года, магистра прав в июле 1848 года и доктора прав в июне 1851 года. Это способствовало назначению его в ноябре 1850 года инспектором казённых училищ Дерптского учебного округа, в мае 1852 года — переводчиком в Азиатском департаменте МИДа и в марте 1854 года — инспектором классов Императорского училища правоведения.
В 1862 году, 17 апреля был произведён в действительные статские советники с назначением попечителем Киевского учебного округа. С 1864 года — главный директор Комиссии народного просвещения в Царстве Польском; 30 августа 1866 года произведён в тайные советники. С 1867 по 1879 годы — попечитель Варшавского учебного округа. С 28 ноября 1868 года был назначен сенатором, входил в число неприсутствующих сенаторов.
Умер 18 (30) июня 1879 года.
Был пожалован в 1868 году майоратным имением в Царстве Польском.

## Награды
Был награждён высшими российскими орденами вплоть до ордена Святого Александра Невского, пожалованного ему в 1878 году.
- орден Св. Станислава 1-й ст. (1857)
- орден Св. Анны 2-й ст. (1860)[9]
- орден Св. Станислава 1-й ст. (1865)
- орден Св. Анны 1-й ст. (1867)
- орден Св. Владимира 2-й ст. (1870)
- орден Белого орла (1874)
- орден Св. Александра Невского (1878)

Также имел знак отличия беспорочной службы за XV лет и медали «В память войны 1853—1856» и «За усмирение польского мятежа». От ольденбургского герцога имел орден Заслуг 2-й степени со звездой (1862).